# One Rincon Hill
One Rincon Hill je rezidenční komplex v kalifornském městě San Francisco. Stojí ve čtvrti Rincon Hill jižně od finančního centra města a v těsné blízkosti mostu Bay Bridge. Skládá se ze dvou výškových budov spojených nízkopodlažní podnoží a podzemními garážemi. Byl navržen chicagskou společností Solomon, Cordwell, Buenz & Associates.

## Jižní věž
Jižní věž (anglicky One Rincon Hill - South Tower) je první dokončený mrakodrap v komplexu. Má výšku 184,4 metrů a 61 podlaží, z toho 54 nadzemních, je tak 7. nejvyšší mrakodrap ve městě. Výstavba probíhala v letech 2006 – 2008.

## Severní věž
Severní věž (anglicky One Rincon Hill - North Tower) je druhý dokončený mrakodrap v komplexu. Má výšku 164,9 metrů a 54 podlaží, z toho 50 nadzemních. Výstavba probíhala v letech 2012 – 2014.